# Mycetophila brethesi
Mycetophila brethesi är en tvåvingeart som beskrevs av Duret 1981. Mycetophila brethesi ingår i släktet Mycetophila och familjen svampmyggor. Inga underarter finns listade i Catalogue of Life.